# Robin Abrahamsson
Robin Abrahamsson är en svensk låtskrivare och musiker.
Robin Abrahamsson samarbetar ofta med Maciel Numhauser, som han lärde känna och spelade musik med under gymnasietiden i tidigt 1990-tal. Han arbetar också med Amir Aly med varumärket Ka-Ching, som han träffade då han 1993 flyttade till Malmö. Han är kapellmästare och basist i bandet Sväng-Risk, som är ett partyband på Östersjöns båtar. Han spelar även bas på åtskilliga av Amir Alys produktioner med bl.a. Jill Johnson, Nanne Grönvall, Shirley Clamp, Suzzie Tapper, Sonja Aldén m.fl.
2007 släppte Abrahamsson, Aly och Numhauser, tillsammans med Shirley Clamp albumet Tålamod. Första singeln som släpptes från skivan var "Jag tar en annan väg" och denna placerade sig direkt på topp 10 på Sveriges Radio P4:s listor.
2008 blev låten "Visst finns mirakel" intagen till det årets melodifestival. Abrahamsson är en av upphovsmännen bakom denna ballad, framförd av Suzzie Tapper från Suzzies orkester.
Låten tog sig vidare till andra chansen och gick upp på sjunde plats på Svensktoppen. Tillsammans med Ka-Ching, har han även skrivit låten "Skapta för varann" på Tappers album Mirakel.
Sommaren 2008 skrev Abrahamsson, tillsammans med Aly och Numhauser, även låten "Starkare än då" till Sonja Aldéns album Under mitt tak.
Abrahamsson var aktuell med låten "What If" i Melodifestivalen 2009, framförd av Cookies 'N' Beans. Låten skapades i samarbete med Aly och Numhauser.
Under slutet av året 2008 skrev de tre i Ka-Ching även kontrakt med skivbolaget, Lionheart International.
Till Melodifestivalen 2011 skrev han låten "I Thought It Was Forever" för Shirley's Angels tillsammans med Bobby Ljunggren, Henrik Wikström och Alexander Bard.